# Pipiza flavipes
Pipiza flavipes är en tvåvingeart som först beskrevs av Philippi 1865.  Pipiza flavipes ingår i släktet gallblomflugor, och familjen blomflugor. Inga underarter finns listade i Catalogue of Life.